# Aeroportul Internațional Juan Vicente Gómez
Aeroportul Internațional Juan Vicente Gómez (IATA: SVZ, ICAO: SVSA) este un aeroport din Táchira, Venezuela ce deservește zona Área metropolitana de San Cristóbal⁠(d). A fost numit după Juan Vicente Gómez.
Situat la o altitudine de 399 m, aeroportul dispune de o singură pistă.